# Видугирите, Дануте
Дану́те Видугирите (лит. Danutė Vidugirytė; 18 февраля 1943, Вабальнинкас — 14 января 2004, Паневежис) — литовская советская театральная актриса. Заслуженная артистка Литовской ССР (1980).

## Биография
Родилась в 1943 году в Вабальнинкасе. Жена актёра Альгирдаса Паулавичюса.
В 1963 году окончила актёрскую студию под руководством Юозаса Мильтиниса.
В 1963—2004 годах — актриса Паневежского драматического театра на сцене которого сыграла более 70 ролей.
Изредка играла в кино, так, роль медсестры в фильме «Ночи без ночлега» (1966) и главная роль — Ирина Ступакова в фильме «Руины стреляют…» (1970).
Умерла в 2004 году в Паневежисе.